# Allada
Allada is een van de 77 gemeenten (communes) in Benin en een voormalig koninkrijk. De gemeente ligt in het departement Atlantique en telde 21 833 inwoners in 2008. Allada was een belangrijk onderdeel van Ajaland totdat de legers van Dahomey het in de 17e eeuw veroverden.
- Gemeinsame Normdatei: 3014731-1
- Library of Congress Control Number: no91029958
- Nationale Bibliotheek van Israël: 987007531111305171
- Virtual International Authority File: 142176865